# Траво, Жан-Пьер
Жан-Пьер Траво (фр. Jean-Pierre Travot; 1767—1836) — французский революционный дивизионный генерал, барон Империи. 
Три года Траво служил рядовым в королевской армии. 6 октября 1791 года возобновил службу в качестве подполковника во 2-м батальоне добровольцев Юры. Сражался на рейнской границе в составе Рейнской армии, а затем при осаде Майнца с 10 апреля по 23 июля 1793 года. Отличился во время Вандейской войны и был ранен в битве при Шоле 17 октября 1793 года. 
Под командованием генерала Гоша командовал одной из колонн. 13 марта 1796 года был произведен в бригадные генералы. Его главным боевым подвигом было взятие в плен 23 марта 1796 года в Ла-Шаботтери лидера вандейцев Шаретта. Он оставался в Вандее до 1802 года. Его высоко ценили местные власти, которые сожалели о его отъезде (по этому поводу был направлен протест военному министру). 
1 февраля 1805 года был произведен в дивизионные генералы. В 1807 году вернулся в Вандею, которую полюбил, даже купил там землю и с удовольствием проводил время. Наполеоном ему было поручено командовать войсками, дислоцированными в Ла-Рош-сюр-Йоне. В конце 1807 года во главе 3-й дивизии наблюдательного корпуса Жиронды он выехал под командованием Жюно для участия во вторжении в Португалию. После этой экспедиции был на различных военных должностях во во Франции. В 1812 году вернулся на Пиренейский полуостров во главе 2-й дивизии Пиренейской армии. В 1814 году, при отступлении французской армии из Испании, 10 апреля он принял участие в битве при Тулузе. Наполеон сделал Траво сенатором, а позже упомянул в своём завещании. 
Во время Ста дней генерал действовал против роялистов в Вандее, пресек попытки англичан оказать мятежникам помощь оружием и 21 июня 1815 года разбил восставших вандейцев в сражении при Рошсервьере. После реставрации Бурбонов был судим военным судом, который был достаточно предвзят, так как на нём председательствовал личный враг Траво. Приговорён к смерти, затем наказание было смягчено до 20 лет заключения. В тюрьме сошёл с ума. Скончался в Париже. Имя Траво выбито на Триумфальной арке, ему установлены две статуи, в его честь названа улица в городке Полиньи (департамент Юра), где генерал родился.